# Biorretención

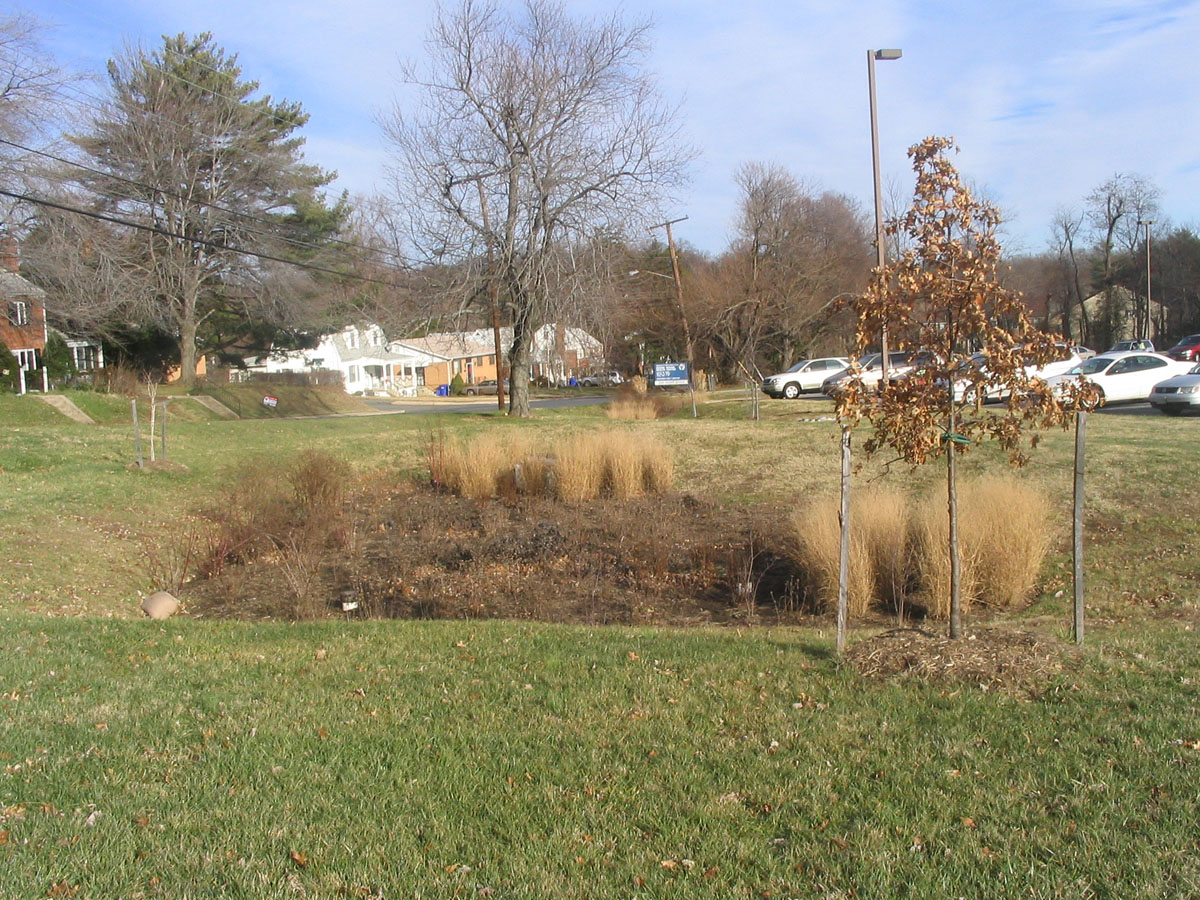
Celda de biorretención, también llamada jardín de lluvia en Estados Unidos. Está diseñada para tratar el agua de origen pluvial contaminada y su consecuente escorrentía para evitar su estancamiento. Las plantas están en letargo invernal.

La biorretención es el proceso en el que los contaminantes y la sedimentación se eliminan de la escorrentía del agua de lluvia. El agua pluvial se almacena en el área de tratamiento, el cual consiste en una franja de pasto, una cama de arena, una zona de encharcamiento, una capa de materia orgánica o mantillo, el suelo para plantar, y las plantas. Primero, el escurrimiento pasa sobre o a través de la capa de arena, esto ralentiza la velocidad del fluido y lo distribuye uniformemente a lo largo de la zona de encharcamiento, que está compuesta por la capa de materia orgánica y/o la cubierta vegetal y el suelo donde se llevará a cabo la siembra. El área de encharcamiento debe tener medidas específicas, pues el centro presentará un humdimiento. El agua será acumulada a una profundidad de 15 cm y se infiltrará gradualmente al área de biorretención o bien, será evapotranspirada. La zona de biorretención debe ser medida para desviar el exceso de escorrentía en la misma. El agua almacenada en esta etapa es exfiltrada hacia los suelos subyacentes durante los días siguientes.

## Filtración
Cada componente del área de biorretención está diseñado para realizar una función específica. La franja de pasto reduce la velocidad de la escorrentía y evita la entrada de partículas en suspensión al fungir como sistema de filtrado. La capa de arena también reduce la velocidad del fluido, filtra partículas y hace que el agua pluvial se extienda por toda la zona de biorretención. La aireación y el drenado del suelo son llevados a cabo gracias a los 0.5 m de profundidad de la cama de arena. El almacenamiento temporal de la escorrentía está dado por la zona de encharcamiento, esto significa que el agua se ubicará allí hasta su posterior evaporación o infiltración. Algunas partículas no son filtradas ni por el pasto, ni por la arena, pero quedarán estancadas en el área de encharcamiento. En algunos sistemas de rellenado con arena se mezclan, o se reemplaza con, tierra y óxido de silicio (IV) orgánicamente modificado. Este último es comercializado bajo el nombre de Osorb y se encarga de repeler el agua mientras se hincha para absorber toxinas orgánicas pequeñas. El producto no absorbe organismos biológicos, por lo que la planta podrá crecer sana.
La capa de materia orgánica o mantillo filtra los contaminantes y proporciona un entorno propicio para el crecimiento de microorganismos que degradan los productos hechos a base de petróleo, junto con otros tipos de materia orgánica.  Esta capa actúa de manera similar a la hojarasca en un bosque, pues evita la erosión y el secado de los suelos subyacentes. La cubierta vegetal reduce el potencial de erosión, por lo que resulta algo más efectivo que el mantillo. La velocidad máxima de flujo de lámina antes de condiciones erosivas es 0,3 metros por segundo (1 pie por segundo) para la cubierta vegetal y 0,9 metros por segundo (3 pies por segundo) para el mantillo.
La arcilla en el suelo de los cultivos provee sitios de adsorción para hidrocarburos, metales pesados, nutrientes y otros contaminantes. El almacenamiento del agua de lluvia también es posible gracias a los hoyos en el terreno de siembra. Es en este momento cuando el agua captada, junto con sus nutrientes y los del suelo, están disponibles para que las plantas los absorban. El diseño de la zona de biorretención es determinado luego de haber analizado y tomado en cuenta las limitaciones del suelo, tales como su ubicación, el estado de los suelos subyacentes, la vegetación del lugar y el proceso de drenado natural del área. Los sitios con suelos arenosos o arcillosos, es decir con (loam arenoso), resultan especialmente aptos para la biorretención, pues el suelo previamente excavado puede ser rellenado para luego utilizarlo como tierra de siembra; lo anterior elimina los costos en cuanto a la importación del suelo en el que se va a plantar. Un estrato de suelo circundante inestable, así como los suelos con un contenido de arcilla superior al 25%, pueden impedir la puesta en práctica de la biorretención; lo mismo puede ocurrir si la zona presenta pendientes de más de 20% o si cabe la posibilidad de que algunos árboles maduros fueran removidos durante las construcciones.

## Impacto de metales pesados
Metales traza contaminantes tales como el zinc, el plomo, y el cobre pueden ser encontrados en la escorrentía proveniente del agua pluvial que pasa por superficies impermeables, como las carreteras y las aceras. Los sistemas de tratamiento de este tipo, como los jardines de agua o los plantadores de agua de lluvia utilizan una capa de biorretención para eliminar los metales pesados. Las partículas de metales pesados en disolución pueden unirse a las partículas de los sedimentos y luego ser capturados por el sistema de biorretención. Además, estos pueden llegar a las capas subyacentes, pues los metales pesados se adieren a las del suelo y se filtra a través de la escorrentía. Experimentos llevados a cabo en laboratorios afirman que las celdas de biorretención eliminan un 94%, 88%, 95%, and >95% del zinc, cobre, plomo, y cadmio respectivamente, del agua con concentraciones de metales comúnmente encontrados en la escorrentía. Si bien este es un gran beneficio para la mejora de la calidad del agua, los sistemas de bioretention tienen una capacidad finita para la eliminación de metales pesados. Esto controla el tiempo de vida útil de los sistemas de retención, especialmente en las zonas que reciben grandes cargas de agua con metales pesados.
La eliminación de estos metales por medio de celdas de biorretenciónen climas fríos fue similar o ligeramente más baja que en ambientes cálidos. Las plantas son menos activas en las estaciones del año más frías, lo que sugiere que las partículas de metales pesados se estancan en las celdas de biorretención o en camino a las mismas, en lugar de ser absorbidos por las raíces de las plantas. Por lo anterior, la eliminación y/o sustitución de la capa de biorretención serán necesarias en las zonas en donde la contaminación por metales pesados en la escorrentía pluvial sea mayor, para así extender el tiempo de vida útil del sistema de tratamiento.